# Cemil Adıcan
Cemil Adıcan (* 20. Januar 1987 in Ayvalık) ist ein ehemaliger türkischer Fußballspieler. Er wurde in der Abwehr eingesetzt.

## Karriere
Adıcan begann seine Vereinskarriere in der Jugend von Küçükköy Belediyespor und wechselte zu İnegölspor. Hier erhielt er 2005 einen Profivertrag, spielte aber weiterhin für die Reservemannschaft. Ohne ein Spiel für die Profis von İnegölspor absolviert zu haben, wechselte er im Sommer zum Viertligisten Bursa Merinosspor. Hier etablierte er sich mit der Zeit als Stammspieler und absolvierte in einer Saison 23 Ligaspiele.
Für die Saison 2007/08 einigte er sich mit Bursaspor und unterschrieb hier einen Zweijahresvertrag. Nach dem Saisonvorbereitungscamp wurde er vom Trainerstab aussortiert und in die Liste der Spiele aufgenommen. So verbrachte er die nachfolgenden zwei Spielzeiten beim Drittligisten MKE Kırıkkalespor. Hier schaffte er es schnell in die Startelf und spielte zwei Spielzeiten lang für die Mannschaft aus Zentralanatolien.
Nach dem Auslaufen seines Vertrages mit Bursaspor verließ er diesen Verein und unterschrieb beim Provinzverein und Drittligisten TKİ Tavşanlı Linyitspor. Auch hier schaffte er es, sich als Leistungsträger zu etablieren. In der ersten Saison erreichte man den Play-off-Sieg der TFF 2. Lig und damit den indirekten Aufstieg in die TFF 1. Lig. In dieser Liga sorgte Adıcan mit seiner Mannschaft für eine Überraschung und spielte bis zum Saisonende um die Tabellenspitze. Zum Saisonende schaffte man es in die Relegation der TFF 1. Lig und verpasste erst hier den Aufstieg in die Süper Lig.
Nachdem er die Spielzeit 2011/12 beim Zweitligisten Kayseri Erciyesspor gespielt hatte, wechselte er im Sommer 2012 zum westtürkischen Zweitligisten Karşıyaka SK. Nach eineinhalb Jahren verließ er diesen Verein und wechselte zum Ligakonkurrenten Samsunspor.
Zur Saison 2014/15 wechselte er zum Ligarivalen Kayserispor. Mit diesem Verein wurde er zum Saisonende Meister der TFF 1. Lig und stieg damit in die Süper Lig auf.
Nach dem Aufstieg mit Kayserispor, verließ Adican den Klub und wechselte zum Zweitligisten Kardemir Karabükspor. Auch mit diesem Verein erreichte er durch die Vizemeisterschaft den Aufstieg in die Süper Lig. Anschließend wechselte er zum Zweitligisten Şanlıurfaspor.

## Erfolge
TKİ Tavşanlı Linyitspor
- Playoff-Sieger der TFF 2. Lig und Aufstieg in die TFF 1. Lig: 2009/10

Kayserispor
- Meister der TFF 1. Lig und Aufstieg in die Süper Lig: 2014/15

Kardemir Karabükspor
- Vizemeister der TFF 1. Lig und Aufstieg in die Süper Lig: 2015/16